# Mathias Olesen
Mathias Olesen (Kopenhagen, 21 maart 2001) is een voetballer met zowel de Luxemburgse als de Deense nationaliteit die doorgaans als centrale middenvelder speelt. In 2022 maakte hij bij 1. FC Köln in de Duitse Bundesliga zijn debuut in het betaalde voetbal. In 2021 maakte hij zijn debuut voor het nationale elftal van Luxemburg. Sinds juli 2025 staat hij onder contract bij het Duitse Greuther Fürth.

## Clubloopbaan

### Jeugd
Olesen begon zijn voetbalcarrière bij FC Résidence Walferdange en vervolgde zijn opleiding via FC Mamer 32 en Racing FC Union Luxemburg. In 2017 sloot hij zich aan bij de jeugdopleiding van het Duitse Eintracht Trier. Op 11 mei 2019 maakte hij als A-junior zijn officieus debuut in het eerste elftal, waarin hij 26 minuten meespeelde in een wedstrijd tegen SV Röchling in de Oberliga Rheinland-Pfalz/Saar. Enkele maanden later, in de zomer van 2019, stapte hij over naar de jeugdopleiding van 1. FC Köln.
Op 11 augustus 2019 maakte hij zijn basisdebuut voor de onder-19 van Köln in een thuiswedstrijd tegen de leeftijdsgenoten van Preußen Münster. Zijn eerste doelpunt volgde op 25 augustus, tijdens de met 1–4 gewonnen uitwedstrijd tegen Alemannia Aachen –19. In het 2019/20 stond Olesen met de onder-19 bovenaan in de A-Junioren Bundesliga West op het moment dat de competitie vanwege de coronapandemie voortijdig werd beëindigd. In de zomer van 2020 stroomde hij door naar de senioren.

### 1. FC Köln
Op 14 december 2019 maakte Olesen als A-junior zijn debuut in het tweede elftal van 1. FC Köln, uitkomend in de Regionalliga West. In de uitwedstrijd tegen Bergisch Gladbach 09 kreeg hij een basisplaats van trainer Mark Zimmermann. In het seizoen 2020/21 werd hij definitief overgeheveld naar het tweede elftal, waar hij echter nog geen vaste waarde werd. In zijn tweede seizoen (2021/22) wist hij zich wel in de basis te spelen. Op 15 oktober 2021 maakte hij zijn eerste doelpunt bij de senioren tijdens de met 2–6 gewonnen uitwedstrijd tegen Rot Weiss Ahlen. Hij bracht zijn ploeg in de 12e minuut op gelijke hoogte (1–1) en scoorde vervolgens ook in de 16e (1–2) en 47e minuut (2–4).
Enkele dagen na die wedstrijd trainde Olesen voor het eerst mee met de hoofdmacht van 1. FC Köln. In december werd hij definitief aan de selectie toegevoegd en maakte hij tijdens de thuiswedstrijd tegen FC Augsburg voor het eerst deel uit van de wedstrijdselectie. In februari 2022 verlengde hij zijn contract tot medio 2024. Kort daarna maakte hij op 20 maart zijn officiële debuut in de Bundesliga. In de met 1–1 gelijkgespeelde thuiswedstrijd tegen Borussia Dortmund kwam hij in de 84e minuut binnen de lijnen als vervanger van Sebastian Andersson.
In het seizoen 2022/23 maakte Olesen op 18 augustus zijn debuut in het Europese clubvoetbal. Tijdens een kwalificatiewedstrijd voor de Conference League tegen het Hongaarse Fehérvár, die met 1–2 werd verloren, viel hij in de 76e minuut in voor Dejan Ljubičić. Kort daarna liep hij een enkelblessure op, waardoor hij enkele weken uit de roulatie was. Na zijn terugkeer kwam hij voornamelijk als invaller in actie en startte hij slechts sporadisch in de basis. Tijdens een invalbeurt in de competitiewedstrijd tegen RB Leipzig ontving hij de eerste rode kaart uit zijn carrière, nadat hij kort na zijn entree tweemaal geel kreeg van scheidsrechter Benjamin Brand. In zijn tweede seizoen (2023/24) veranderde zijn rol nauwelijks, waarop hij zich in de winterstop liet verhuren aan het pas naar de hoogste Zwitserse divisie gepromoveerde Yverdon-Sport.
Na zijn terugkeer bij 1. FC Köln was de club inmiddels gedegradeerd naar de  2. Bundesliga. Voor het seizoen 2024/25 kreeg Olesen te maken met een nieuwe hoofdtrainer, de Oostenrijker Gerhard Struber. Ook onder zijn leiding wist Olesen geen vaste basisplaats te veroveren. Op 18 augustus maakte hij in de eerste ronde van de DFB-Pokal zijn eerste officiële doelpunt voor 1. FC Köln. In de na verlenging met 2–3 gewonnen uitwedstrijd tegen SV Sandhausen scoorde hij in de 116e minuut het beslissende doelpunt met een kopbal. Ondanks enkele basisplaatsen maakte hij in maart bekend de club aan het einde van het seizoen te zullen verlaten wegens een gebrek aan speeltijd. In de slotfase van het seizoen kwam hij nog vijfmaal in actie, waaronder tijdens de kampioenswedstrijd tegen 1. FC Kaiserslautern. Na afloop van het seizoen maakte hij de overstap naar Greuther Fürth.

#### Verhuur aan Yverdon-Sport
Op 23 januari 2024 werd bekend dat Olesen voor de tweede seizoenshelft van 2023/24 werd verhuurd aan Yverdon-Sport FC, uitkomend in de Zwitserse Super League. Diezelfde dag maakte hij zijn debuut voor de club in een thuiswedstrijd tegen FC Luzern. In het met 2–1 gewonnen duel werd hij in de 64e minuut ingebracht door trainer Alessandro Mangiarratti.Olesen kwam tot elf basisplaatsen en sloot het seizoen met Yverdon af op de derde plaats in de competitie. Na afloop van de huurperiode keerde hij terug naar 1. FC Köln.

### Greuther Fürth
In juni 2025 tekende de toen 24-jarige Olesen een contract tot medio 2027 bij Greuther Fürth. Op 3 augustus stond hij voor het eerst in de basis, in de met 3-2 gewonnen thuiswedstrijd tegen Dynamo Dresden.

## Clubstatistieken
| Seizoen                         | Club            | Competitie                    | Competitie | Competitie | Beker | Beker | Internationaal | Internationaal | Overig | Overig | Totaal | Totaal |
| Seizoen                         | Club            | Competitie                    | Wed.       | Dlp.       | Wed.  | Dlp.  | Wed.           | Dlp.           | Wed.   | Dlp.   | Wed.   | Dlp.   |
| ------------------------------- | --------------- | ----------------------------- | ---------- | ---------- | ----- | ----- | -------------- | -------------- | ------ | ------ | ------ | ------ |
| 2018/19                         | Eintracht Trier | Oberliga Rheinland-Pfalz/Saar | 1*         | 0          | –     | –     | –              | –              | –      | –      | 1      | 0      |
| 2019/20                         | 1. FC Köln II   | Regionalliga West             | 2*         | 0          | –     | –     | –              | –              | –      | –      | 2      | 0      |
| 2020/21                         | 1. FC Köln II   | Regionalliga West             | 25         | 0          | –     | –     | –              | –              | –      | –      | 25     | 0      |
| 2021/22                         | 1. FC Köln II   | Regionalliga West             | 27         | 4          | –     | –     | –              | –              | 3      | 0      | 30     | 4      |
| 2022/23                         | 1. FC Köln      | Bundesliga                    | 14         | 0          | –     | –     | 2              | 0              | 1      | 0      | 17     | 0      |
| 2023/24                         | 1. FC Köln      | Bundesliga                    | 6          | 0          | 1     | 0     | –              | –              | –      | –      | 7      | '      |
| 2023/24                         | → Yverdon-Sport | Super League                  | 17         | 0          | –     | –     | –              | –              | –      | –      | 17     | 0      |
| 2024/25                         | 1. FC Köln      | 2. Bundesliga                 | 18         | 0          | 4     | 1     | –              | –              | –      | –      | 22     | 1      |
| 2025/26                         | Greuther Fürth  | 2. Bundesliga                 | 2          | 0          | 0     | 0     | –              | –              | 0      | 0      | 2      | 0      |
| Carrière totaal                 | Carrière totaal | Carrière totaal               | 112        | 4          | 5     | 1     | 2              | 0              | 4**    | 0      | 123    | 5      |
| Bijgewerkt tot 11 augustus 2025 |                 |                               |            |            |       |       |                |                |        |        |        |        |

* In de seizoenen 2018/19 en 2019/20 maakte Olesen als A-junior enkele speelminuten in het eerste elftal van Eintracht Trier, zonder deel uit te maken van de vaste selectie.
** In het seizoen 2020/21 kwam hij als speler van het tweede elftal van 1. FC Köln driemaal uit voor het eerste elftal. In het daaropvolgende seizoen (2021/22) speelde hij, als lid van het eerste elftal, één keer mee met het tweede elftal.

## Interlandloopbaan
Olesen kwam uit voor verschillende Luxemburgse jeugdelftallen. Met geen van de jeugdselecties nam hij deel aan een eindronde. In totaal speelde hij 35 jeugdinterlands en wist hij vier keer te scoren. In 2021 maakte hij zijn debuut in het  Luxemburgse nationale team tegen Azerbeidzjan.

### Luxemburgse jeugdelftallen
Op 25 februari 2017 maakte Olesen onder bondscoach Reinhold Breu zijn interlanddebuut voor Luxemburg –16 in een oefenwedstrijd tegen Slowakije. In de met 0–2 verloren thuiswedstrijd viel hij tien minuten voor tijd in. Op 26 september van datzelfde jaar scoorde hij zijn eerste interlanddoelpunt voor Luxemburg –17 tijdens een oefenwedstrijd tegen Liechtenstein –17 . Hij maakte in de 76e minuut het derde doelpunt in de met 0–3 gewonnen uitwedstrijd. Voor Luxemburg –21 droeg hij op 4 juni 2021 voor het eerst de aanvoerdersband in een EK-kwalificatiewedstrijd tegen Montenegro. In de met 1–2 verloren thuiswedstrijd maakte hij in de 42e minuut het enige Luxemburgse doelpunt.
| Jeugdinterlands van Mathias Olesen voor Luxemburg () | Jeugdinterlands van Mathias Olesen voor Luxemburg () | Jeugdinterlands van Mathias Olesen voor Luxemburg () | Jeugdinterlands van Mathias Olesen voor Luxemburg () | Jeugdinterlands van Mathias Olesen voor Luxemburg () | Jeugdinterlands van Mathias Olesen voor Luxemburg () |
| №                                                    | Datum                                                | Wedstrijd                                            | Uitslag                                              | Soort Wedstrijd                                      | Doelpunten                                           |
| Als speler bij Luxemburg –16                         | Als speler bij Luxemburg –16                         | Als speler bij Luxemburg –16                         | Als speler bij Luxemburg –16                         | Als speler bij Luxemburg –16                         | Als speler bij Luxemburg –16                         |
| ---------------------------------------------------- | ---------------------------------------------------- | ---------------------------------------------------- | ---------------------------------------------------- | ---------------------------------------------------- | ---------------------------------------------------- |
| 1.                                                   | 25 februari 2017                                     | Luxemburg – Slowakije                                | 0 – 2                                                | Vriendschappelijk                                    |                                                      |
| 2.                                                   | 27 februari 2017                                     | Luxemburg – Slowakije                                | 1 – 3                                                | Vriendschappelijk                                    |                                                      |
| 3.                                                   | 29 maart 2017                                        | Luxemburg – België                                   | 1 – 2                                                | Vriendschappelijk                                    |                                                      |
| 4.                                                   | 19 april 2017                                        | Slovenië – Luxemburg                                 | 1 – 0                                                | Vriendschappelijk                                    |                                                      |
| 5.                                                   | 21 april 2017                                        | Luxemburg – Litouwen                                 | 2 – 1                                                | Vriendschappelijk                                    |                                                      |
| 6.                                                   | 23 april 2017                                        | Luxemburg – Faeröer                                  | 5 – 1                                                | Vriendschappelijk                                    |                                                      |
| Als speler bij Luxemburg –17                         |                                                      |                                                      |                                                      |                                                      |                                                      |
| 1.                                                   | 13 september 2017                                    | Estland – Luxemburg                                  | 1 – 4                                                | Vriendschappelijk                                    |                                                      |
| 2.                                                   | 15 september 2017                                    | Estland – Luxemburg                                  | 1 – 0                                                | Vriendschappelijk                                    |                                                      |
| 3.                                                   | 26 september 2017                                    | Liechtenstein – Luxemburg                            | 0 – 3                                                | Vriendschappelijk                                    | Goal                                                 |
| 4.                                                   | 28 september 2017                                    | Liechtenstein – Luxemburg                            | 1 – 7                                                | Vriendschappelijk                                    |                                                      |
| 5.                                                   | 4 oktober 2017                                       | Luxemburg – België                                   | 1 – 1                                                | Vriendschappelijk                                    |                                                      |
| 6.                                                   | 23 oktober 2017                                      | Oostenrijk – Luxemburg                               | 2 – 1                                                | EK-kwalificatie 2018                                 |                                                      |
| 7.                                                   | 26 oktober 2017                                      | Roemenië – Luxemburg                                 | 0 – 0                                                | EK-kwalificatie 2018                                 |                                                      |
| 8.                                                   | 29 oktober 2017                                      | Litouwen – Luxemburg                                 | 2 – 1                                                | EK-kwalificatie 2018                                 |                                                      |
| Als speler bij Luxemburg –18                         |                                                      |                                                      |                                                      |                                                      |                                                      |
| 1.                                                   | 4 september 2018                                     | Luxemburg – Estland                                  | 2 – 2                                                | Vriendschappelijk                                    | Goal                                                 |
| 2.                                                   | 6 september 2018                                     | Luxemburg – Estland                                  | 4 – 0                                                | Vriendschappelijk                                    |                                                      |
| Als speler bij Luxemburg –19                         |                                                      |                                                      |                                                      |                                                      |                                                      |
| 1.                                                   | 23 oktober 2018                                      | Malta – Luxemburg                                    | 1 – 0                                                | Vriendschappelijk                                    |                                                      |
| 2.                                                   | 25 oktober 2018                                      | Malta – Luxemburg                                    | 2 – 1                                                | Vriendschappelijk                                    |                                                      |
| 3.                                                   | 14 november 2018                                     | Tsjechië – Luxemburg                                 | 2 – 1                                                | EK-kwalificatie 2019                                 |                                                      |
| 4.                                                   | 17 november 2018                                     | Kroatië – Luxemburg                                  | 2 – 1                                                | EK-kwalificatie 2019                                 | Goal                                                 |
| 5.                                                   | 20 november 2018                                     | Luxemburg – Noord-Macedonië                          | 0 – 2                                                | EK-kwalificatie 2019                                 |                                                      |
| 6.                                                   | 13 november 2019                                     | Engeland – Luxemburg                                 | 4 – 0                                                | EK-kwalificatie 2020                                 |                                                      |
| 7.                                                   | 16 november 2019                                     | Bosnië en Herzegovina – Luxemburg                    | 1 – 0                                                | EK-kwalificatie 2020                                 |                                                      |
| 8.                                                   | 19 november 2019                                     | Luxemburg – Noord-Macedonië                          | 0 – 3                                                | EK-kwalificatie 2020                                 |                                                      |
| Als speler bij Luxemburg –21                         |                                                      |                                                      |                                                      |                                                      |                                                      |
| 1.                                                   | 16 oktober 2018                                      | Luxemburg – Bulgarije                                | 1 – 0                                                | EK-kwalificatie 2019                                 |                                                      |
| 2.                                                   | 24 maart 2019                                        | Ierland – Luxemburg                                  | 3 – 0                                                | EK-kwalificatie 2021                                 |                                                      |
| 3.                                                   | 10 september 2019                                    | Italië – Luxemburg                                   | 5 – 0                                                | EK-kwalificatie 2021                                 |                                                      |
| 4.                                                   | 11 oktober 2019                                      | Armenië – Luxemburg                                  | 2 – 0                                                | EK-kwalificatie 2021                                 |                                                      |
| 5.                                                   | 18 november 2020                                     | Luxemburg – Ierland                                  | 1 – 2                                                | EK-kwalificatie 2021                                 |                                                      |
| 6.                                                   | 4 juni 2021                                          | Luxemburg – Montenegro                               | 1 – 2                                                | EK-kwalificatie 2023                                 | Goal                                                 |
| 7.                                                   | 8 juni 2021                                          | Zweden – Luxemburg                                   | 6 – 0                                                | EK-kwalificatie 2023                                 |                                                      |
| 8.                                                   | 3 september 2021                                     | Italië – Luxemburg                                   | 3 – 0                                                | EK-kwalificatie 2023                                 |                                                      |
| 9.                                                   | 7 september 2021                                     | Luxemburg – Ierland                                  | 1 – 1                                                | EK-kwalificatie 2023                                 |                                                      |
| 10.                                                  | 8 oktober 2021                                       | Ierland – Luxemburg                                  | 2 – 0                                                | EK-kwalificatie 2023                                 |                                                      |
| 11.                                                  | 12 oktober 2021                                      | Luxemburg – Bosnië en Herzegovina                    | 0 – 2                                                | EK-kwalificatie 2023                                 |                                                      |
| Bijgewerkt tot 5 april 2025                          |                                                      |                                                      |                                                      |                                                      |                                                      |

### Luxemburg
Op 11 november 2021 debuteerde Olesen voor het Luxemburgse nationale elftal tijdens een WK-kwalificatiewedstrijd tegen Azerbeidzjan. In het met 1–3 gewonnen uitduel bracht bondscoach Luc Holtz hem in de 88e minuut als invaller voor Olivier Thill. Op 16 november 2023 maakte hij zijn eerste doelpunt voor Luxemburg, tijdens de EK-kwalificatiewedstrijd tegen Bosnië en Herzegovina. In de met 4–1 gewonnen thuiswedstrijd opende hij in de 6e minuut de score met een kopbal na een voorzet van Florian Bohnert. Luxemburg strandde uiteindelijk richting het Europees kampioenschap in Duitsland in de play-off na een 0–2 nederlaag in de halve finale tegen Georgie.
| Interlands van Mathias Olesen voor Luxemburg | Interlands van Mathias Olesen voor Luxemburg | Interlands van Mathias Olesen voor Luxemburg | Interlands van Mathias Olesen voor Luxemburg | Interlands van Mathias Olesen voor Luxemburg | Interlands van Mathias Olesen voor Luxemburg |
| №                                            | Datum                                        | Wedstrijd                                    | Uitslag                                      | Soort Wedstrijd                              | Doelpunten                                   |
| -------------------------------------------- | -------------------------------------------- | -------------------------------------------- | -------------------------------------------- | -------------------------------------------- | -------------------------------------------- |
| 1.                                           | 11 november 2021                             | Azerbeidzjan – Luxemburg                     | 1 – 3                                        | WK-kwalificatie 2022                         |                                              |
| 2.                                           | 25 maart 2022                                | Luxemburg – Noord-Ierland                    | 1 – 3                                        | Vriendschappelijk                            |                                              |
| 3.                                           | 29 maart 2022                                | Bosnië en Herzegovina – Luxemburg            | 1 – 0                                        | Vriendschappelijk                            |                                              |
| 4.                                           | 4 juni 2022                                  | Litouwen – Luxemburg                         | 0 – 2                                        | Nations League 2022/23 (Div. C)              |                                              |
| 5.                                           | 7 juni 2022                                  | Faeröer – Luxemburg                          | 0 – 1                                        | Nations League 2022/23 (Div. C)              |                                              |
| 6.                                           | 11 juni 2022                                 | Luxemburg – Turkije                          | 0 – 2                                        | Nations League 2022/23 (Div. C)              |                                              |
| 7.                                           | 17 november 2022                             | Luxemburg – Hongarije                        | 2 – 2                                        | Vriendschappelijk                            |                                              |
| 8.                                           | 20 november 2022                             | Luxemburg – Bulgarije                        | 0 – 0                                        | Vriendschappelijk                            |                                              |
| 9.                                           | 23 maart 2023                                | Slowakije – Luxemburg                        | 0 – 0                                        | EK-kwalificatie 2024                         |                                              |
| 10.                                          | 26 maart 2023                                | Luxemburg – Portugal                         | 0 – 6                                        | EK-kwalificatie 2024                         |                                              |
| 11.                                          | 9 juni 2023                                  | Luxemburg – Malta                            | 0 – 0                                        | Vriendschappelijk                            |                                              |
| 12.                                          | 17 juni 2023                                 | Luxemburg – Liechtenstein                    | 2 – 0                                        | EK-kwalificatie 2024                         |                                              |
| 13.                                          | 20 juni 2023                                 | Bosnië en Herzegovina – Luxemburg            | 0 – 2                                        | EK-kwalificatie 2024                         |                                              |
| 14.                                          | 8 september 2023                             | Luxemburg – IJsland                          | 3 – 1                                        | EK-kwalificatie 2024                         |                                              |
| 15.                                          | 13 oktober 2023                              | IJsland – Luxemburg                          | 1 – 1                                        | EK-kwalificatie 2024                         |                                              |
| 16.                                          | 16 oktober 2023                              | Luxemburg – Slowakije                        | 0 – 1                                        | EK-kwalificatie 2024                         |                                              |
| 17.                                          | 16 november 2023                             | Luxemburg – Bosnië en Herzegovina            | 4 – 1                                        | EK-kwalificatie 2024                         | Goal                                         |
| 18.                                          | 19 november 2023                             | Liechtenstein – Luxemburg                    | 0 – 1                                        | EK-kwalificatie 2024                         |                                              |
| 19.                                          | 21 maart 2024                                | Georgië – Luxemburg                          | 2 – 0                                        | EK-kwalificatie 2024                         |                                              |
| 20.                                          | 26 maart 2024                                | Luxemburg – Kazachstan                       | 2 – 1                                        | Vriendschappelijk                            |                                              |
| 21.                                          | 5 juni 2024                                  | Frankrijk – Luxemburg                        | 3 – 0                                        | Vriendschappelijk                            |                                              |
| 22.                                          | 8 juni 2024                                  | België – Luxemburg                           | 3 – 0                                        | Vriendschappelijk                            |                                              |
| 23.                                          | 5 september 2024                             | Noord-Ierland – Luxemburg                    | 2 – 0                                        | Nations League 2024/25 (Div. C)              |                                              |
| 24.                                          | 8 september 2024                             | Luxemburg – Wit-Rusland                      | 0 – 1                                        | Nations League 2024/25 (Div. C)              |                                              |
| 25.                                          | 12 oktober 2024                              | Bulgarije – Luxemburg                        | 0 – 0                                        | Nations League 2024/25 (Div. C)              |                                              |
| 26.                                          | 15 oktober 2024                              | Wit-Rusland – Luxemburg                      | 1 – 1                                        | Nations League 2024/25 (Div. C)              |                                              |
| 27.                                          | 15 november 2024                             | Luxemburg – Bulgarije                        | 0 – 1                                        | Nations League 2024/25 (Div. C)              |                                              |
| 28.                                          | 18 november 2024                             | Luxemburg – Noord-Ierland                    | 2 – 2                                        | Nations League 2024/25 (Div. C)              |                                              |
| 29.                                          | 22 maart 2025                                | Luxemburg – Zweden                           | 1 – 0                                        | Vriendschappelijk                            |                                              |
| 30.                                          | 25 maart 2025                                | Zwitserland – Luxemburg                      | 3 – 1                                        | Vriendschappelijk                            |                                              |
| Bijgewerkt tot 5 april 2025                  |                                              |                                              |                                              |                                              |                                              |

## Erelijst
| Kampioen 2. Bundesliga | 1x | 2024/25 |

## Persoonlijk
Olesen werd geboren in de Deense hoofdstad Kopenhagen. Vanwege het werk van zijn vader verhuisde hij met zijn ouders naar Luxemburg.